# Aleksandar Vukic
Ne doit pas être confondu avec Aleksandar Vučić.
Aleksandar Vukic, né le 6 avril 1996 à Sydney, est un joueur de tennis australien, professionnel depuis 2018.

## Biographie
Né à Sydney, ses parents serbes, ingénieurs en informatique, ont fui le Monténégro au milieu des années 1990 pendant la guerre de Yougoslavie.
Formé en Espagne, il étudie ensuite la finance à l'université de l'Illinois pendant trois ans jusqu'en 2018.

## Carrière
Après une prolifique carrière universitaire, Aleksandar Vukic fait sa première apparition sur le circuit ATP dans sa ville natale de Sydney début 2018. Issu des qualifications, il cède de peu face à Feliciano López (4-6, 7-65, 6-3).
En 2020, il se qualifie pour les Internationaux de France où il s'incline au premier tour. En 2021, il passe un tour dans le tableau principal du Indian Wells puis atteint deux finales en Challenger en fin de saison à Charlottesville et Champaign.
Quart de finaliste à Adélaïde début 2022, il gagne ensuite un match lors de l'Open d'Australie contre Lloyd Harris et remporte peu après un tournoi Challenger à Bengalore. Il est aussi quart de finaliste à Sofia début octobre.
En 2023, grâce à une finale à Séoul et un titre à Busan, il fait son entrée dans le top 100. Fin juillet, il parvient en finale du tournoi d'Atlanta où il écarte notamment Christopher Eubanks (6-4, 6-4), récent quart de finaliste à Wimbledon, et Ugo Humbert (3-6, 7-6, 7-5). Disputant sa première finale sur le circuit ATP, il dispute un match serré contre la tête de série numéro une Taylor Fritz (5-7, 7-6, 4-6) qu'il perd.

## Palmarès

### Finale en simple
| No | Date       | Nom et lieu du tournoi | Catégorie | Dotation  | Surface    | Vainqueur    | Score          |          |
| -- | ---------- | ---------------------- | --------- | --------- | ---------- | ------------ | -------------- | -------- |
| 1  | 24-07-2023 | Atlanta Open, Atlanta  | ATP 250   | 737 170 $ | Dur (ext.) | Taylor Fritz | 7-5, 65-7, 6-4 | Parcours |

## Parcours dans les tournois duGrand Chelem

### En simple
| Année | Open d'Australie | Open d'Australie | Internationaux de France | Internationaux de France | Wimbledon      | Wimbledon      | US Open         | US Open          |
| ----- | ---------------- | ---------------- | ------------------------ | ------------------------ | -------------- | -------------- | --------------- | ---------------- |
| 2020  | —                | —                | 1er tour (1/64)          | Pedro Martínez           | Annulé         | Annulé         | —               | —                |
| 2021  | 1er tour (1/64)  | Karen Khachanov  | —                        | —                        | —              | —              | —               | —                |
| 2022  | 2e tour (1/32)   | Radu Albot       | —                        | —                        | —              | —              | —               | —                |
| 2023  | 1er tour (1/64)  | Brandon Holt     | —                        | —                        | 2e tour (1/32) | Quentin Halys  | 1er tour (1/64) | Alexander Zverev |
| 2024  | 1er tour (1/64)  | Jordan Thompson  | 1er tour (1/64)          | Zhang Zhizhen            | 2e tour (1/32) | Carlos Alcaraz | 1er tour (1/64) | Max Purcell      |
| 2025  | 3e tour (1/16)   | Jack Draper      | 1er tour (1/64)          | Karen Khachanov          | 2e tour (1/32) | Jannik Sinner  |                 |                  |

N.B. : à droite du résultat se trouve le nom de l'ultime adversaire.

### En double messieurs
| Année | Open d'Australie                                                                    | Open d'Australie | Internationaux de France | Internationaux de France                                                         | Wimbledon | Wimbledon                                                                         | US Open | US Open |
| ----- | ----------------------------------------------------------------------------------- | ---------------- | ------------------------ | -------------------------------------------------------------------------------- | --------- | --------------------------------------------------------------------------------- | ------- | ------- |
| 2022  | 1er tour (1/32) A. Harris \|\| style="text-align:left;" \| A. Krajicek S. Querrey   | —                | —                        | —                                                                                | —         | —                                                                                 | —       |         |
| 2023  | 1er tour (1/32) J. Millman \|\| style="text-align:left;" \| B. Bonzi A. Rinderknech | —                | —                        | —                                                                                | —         | 1er tour (1/32) C. O'Connell \|\| style="text-align:left;" \| R. Bopanna M. Ebden |         |         |
| 2024  | 2e tour (1/16) N. Borges \|\| Forfait                                               | —                | —                        | 1er tour (1/32) R. Stalder \|\| style="text-align:left;" \| N. Mahut S. Mansouri | —         | —                                                                                 |         |         |

N.B. : le nom du partenaire se trouve sous le résultat ; les noms des ultimes adversaires se trouvent à droite.

## Parcours dans lesMasters 1000
| Année | Indian Wells         | Miami                 | Monte-Carlo         | Madrid                | Rome              | Canada                   | Cincinnati              | Shanghai            | Paris |
| ----- | -------------------- | --------------------- | ------------------- | --------------------- | ----------------- | ------------------------ | ----------------------- | ------------------- | ----- |
| 2021  | 2e tour A. de Minaur | —                     | —                   | —                     | —                 | —                        | —                       | n.o.                | —     |
|       |                      |                       |                     |                       |                   |                          |                         |                     |       |
| 2023  | 1er tour S. Wawrinka | 1er tour L. Djere     | —                   | —                     | —                 | 1/8 de finale G. Monfils | —                       | 2e tour G. Dimitrov | —     |
| 2024  | 2e tour N. Djokovic  | 1er tour R. Carballés | 1er tour G. Monfils | 1er tour T. Daniel    | 2e tour A. Zverev | —                        | —                       | 3e tour T. Macháč   | —     |
| 2025  | 1er tour T. Boyer    | 1er tour D. Goffin    | —                   | 1er tour K. Nishikori | 2e tour S. Korda  | 3e tour F. Tiafoe        | 1er tour N. Basavareddy |                     |       |

N.B. : sous le résultat se trouve le nom de l’ultime adversaire.

## Victoires sur le top 10
Toutes ses victoires sur des joueurs classés dans le top 10 de l'ATP lors de la rencontre.
| Légende      |
| Grand Chelem |
| Masters      |
| Masters 1000 |
| ATP 500      |
| ATP 250      |
| Coupe Davis  |

| # | A.V.  | Tournoi  | Année | Surface | Adversaire  | Rang | Tour | Score    |
| - | ----- | -------- | ----- | ------- | ----------- | ---- | ---- | -------- |
| 1 | no 91 | Shanghai | 2024  | Dur     | Casper Ruud | no 9 | 1/32 | 6-4, 6-4 |

## Classements ATP en fin de saison
| Année          | 2014 | 2015 | 2016 | 2017 | 2018 | 2019 | 2020 | 2021 | 2022 | 2023 | 2024 |
| Rang en simple | 1321 | 717  | 787  | 481  | 458  | 275  | 196  | 156  | 132  | 62   | 68   |
| Rang en double | 1213 | 1291 | 1453 | 1168 | 946  | 792  | 870  | 490  | 832  | 473  | 569  |

Source : (en) Classements de Aleksandar Vukic sur le site officiel de la Fédération internationale de tennis